# 中野慎太郎
中野 慎太郎（なかの しんたろう、5月26日 - ）は、日本の男性声優、ナレーター。大沢事務所所属。大阪府出身。

## 人物
代々木アニメーション学院の卒業生。主にCMやNHK等の国内外のドキュメンタリー系のナレーションやボイスオーバーを中心に活躍している。
年齢、顔写真などは基本的に非公表（所属事務所のプロフィールにも掲載されていない）だが、稀に共演者のSNSの写真に写っている場合がある。
2017年9月25日配信の『映画番組をアニメで生実況ってマジっすか!?』の「アウトレイジ 最終章」の回で、ロペに扮していたにもかかわらず話の流れでうっかり、キダタローに母校の校歌を書いてもらったという中野自身のことを明かした。

## 出演作品
※太字はメインキャラクター

### テレビアニメ
2006年
- くじびきアンバランス（ニセ管理委員）

2007年
- 桃華月憚（男子生徒B、蓮会男子B）
- ラブ★コン（生徒、犬、相手チーム、中学の後輩、バスケ部員）

2008年
- 純情ロマンチカ（男性）

2009年
- 空中ブランコ（医師）
- 乃木坂春香の秘密 ぴゅあれっつぁ♪（客A）
- フレッシュプリキュア!（ホホエミーナ、ナケワメーケ、ナキサケーベ、ソレワターセ、おもちゃの国の門番、そば屋、魔人）

2010年
- いちばんうしろの大魔王（カメラマン）
- おじゃる丸（鬼）
- 俺の妹がこんなに可愛いわけがない（現国教師、スターター、店員）
- 聖痕のクェイサー（男子生徒1）
- 伝説の勇者の伝説（学生）
- フレッシュプリキュア!（ホホエミーナ、男性）

2013年
- 紙兎ロペ 〜笑う朝には福来たるってマジっすか!?（ロペ〈2代目〉、アキラ先輩〈2代目〉、牧野〈2代目〉、畑中〈2代目〉 他）

2015年
- 俺物語!!（客B）

### OVA
- クイーンズブレイド 美しき闘士たち（男A）
- 灼眼のシャナS（男性B）
- 大魔法峠（山田保険委員、紅組B、生徒1）
- 撲殺天使ドクロちゃん2（クラスメイト）

### 劇場アニメ
- 映画 フレッシュプリキュア! おもちゃの国は秘密がいっぱい!?（2009年、門番）
- 映画 プリキュアオールスターズDX3 未来にとどけ! 世界をつなぐ☆虹色の花（2011年、ナケワメーケ、ナキサケーベ、ソレワターセ）

### Webアニメ
- 俺の妹がこんなに可愛いわけがない TRUE ROUTE（2011年、店員）

### ゲーム
- デビルサマナー 葛葉ライドウ 対 超力兵団（2006年）
- 俺の妹がこんなに可愛いわけがない ポータブル（2011年）
- 対戦☆ズーキーパー 大乱闘!!VS紙兎ロペ（2013年）

### 舞台
- フレッシュプリキュア!ミュージカルショー〜うたって おどって しあわせゲットだよ!!〜（2010年）扇風機ナケワメーケの声
- 2010年公演 『銀河鉄道の夜』（2010年 なかの芸能小劇場（ものがたりグループ ポランの会）[2]

### 映画
- 図書館戦争（2013年）端役[3]

### 吹き替え
- ザ・パシフィック（兵士）
- マイケル・ジャクソン 愛と哀しみの真実（ボイスオーバー）

### その他TV番組
- こんにちは!動物の赤ちゃん（NHK-BS）ナレーション
- 人生が変わる1分間の深イイ話（日本テレビ）ボイスオーバー
- ブレイブ 勇敢なる者（NHK総合）2016年「Mr．トルネード〜気象学で世界を救った男」「えん罪弁護士」再現アニメシーン出演。
- Eテレ・ジャッジ「真夜中の動物園 ニホンウナギ」（Eテレ）2015年5月5日
- ぱぴぷぺZoo!〜とことん楽しむ動物園&水族館〜（NHK総合）2017年 7月17日、7月22日　ナレーション

### CM
- 富士通エフサス「支える篇」「変える篇」「共に創る篇」（2017年）ナレーション
- 進研ゼミ 高校講座「ハイキュー!!（コラボ）編」（2017年春、夏）ナレーション
- アンプルール（AMPLEUR） 「一番好きな自分になろう」篇 (2019年 初夏) ナレーション　※関東地区のみ
- バンダイナムコ 「ミニ四駆 超速グランプリ」（2020年春）ナレーション

#### スポットCM（番宣）
- WOWOW スポットCM 不定期ナレーション
- ピートと秘密の友達（ディズニー映画）2017年10月